# Ushi no toki mairi
Ushi no toki mairi (丑の時参り) ou ushi no koku mairi (丑刻参り). (« Visite du sanctuaire à l'heure du bœuf »)« désigne un procédé de malédiction traditionnel au Japon, ainsi appelé parce qu'il est mené au cours de l'heure du bœuf (entre 1 et 3h). Le praticien - généralement une femme -,, tout de blanc vêtu et couronné d'un anneau de fer fixé avec trois bougies verticales allumées, enfonce des clous dans l'arbre sacré, d'un sanctuaire shinto. Dans la pratique habituelle contemporaine, les clous sont enfoncés dans une effigie en paille de la victime, empalée sur l'arbre situé derrière elle,. Le rituel doit être répété sept jours de suite, après quoi il est admis que la malédiction a réussi, causant la mort de la victime. Cependant, être témoin de la pratique est supposé annuler le sortilège. Le Kibune-jinja à Kyoto est fortement associé au rituel.

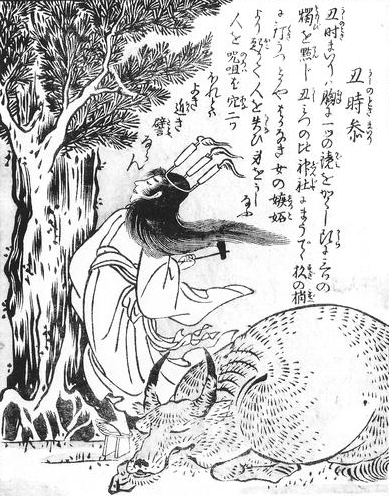
Ushi no toki mairi
extrait du Konjaku Gazu Zoku Hyakki (1779) de Toriyama Sekien

La pratique est également appelée ushi no toki mōde (丑時詣), ushi mairi (丑参り), ushimitsu mairi (丑三参り),.

## Vue générale
Les sources indiquent que la méthode commune du rituel s'est développée au cours de l'époque d'Edo (1603-1868)?
La femme pratiquant la malédiction est généralement dépeinte comme vêtue de blanc, les cheveux épars, portant une « couronne » de fer avec trois bougies allumées, avec suspendu à son cou un miroir sur sa poitrine,,, (qui reste caché) et portant une paire de hauts geta,. Elle cloue alors une poupée de paille représentant sa cible à un arbre sacré (神木, shimboku) au sanctuaire shinto.
La « couronne » de fer qu'elle porte est en fait un tripode (五徳, gotoku) (ou trépied, un support pour installer des marmites, etc. au-dessus d'une source de chaleur) qu'elle porte à l'envers. Elle fait glisser l'anneau de fer au-dessus de sa tête et colle les bougies sur le trépied.

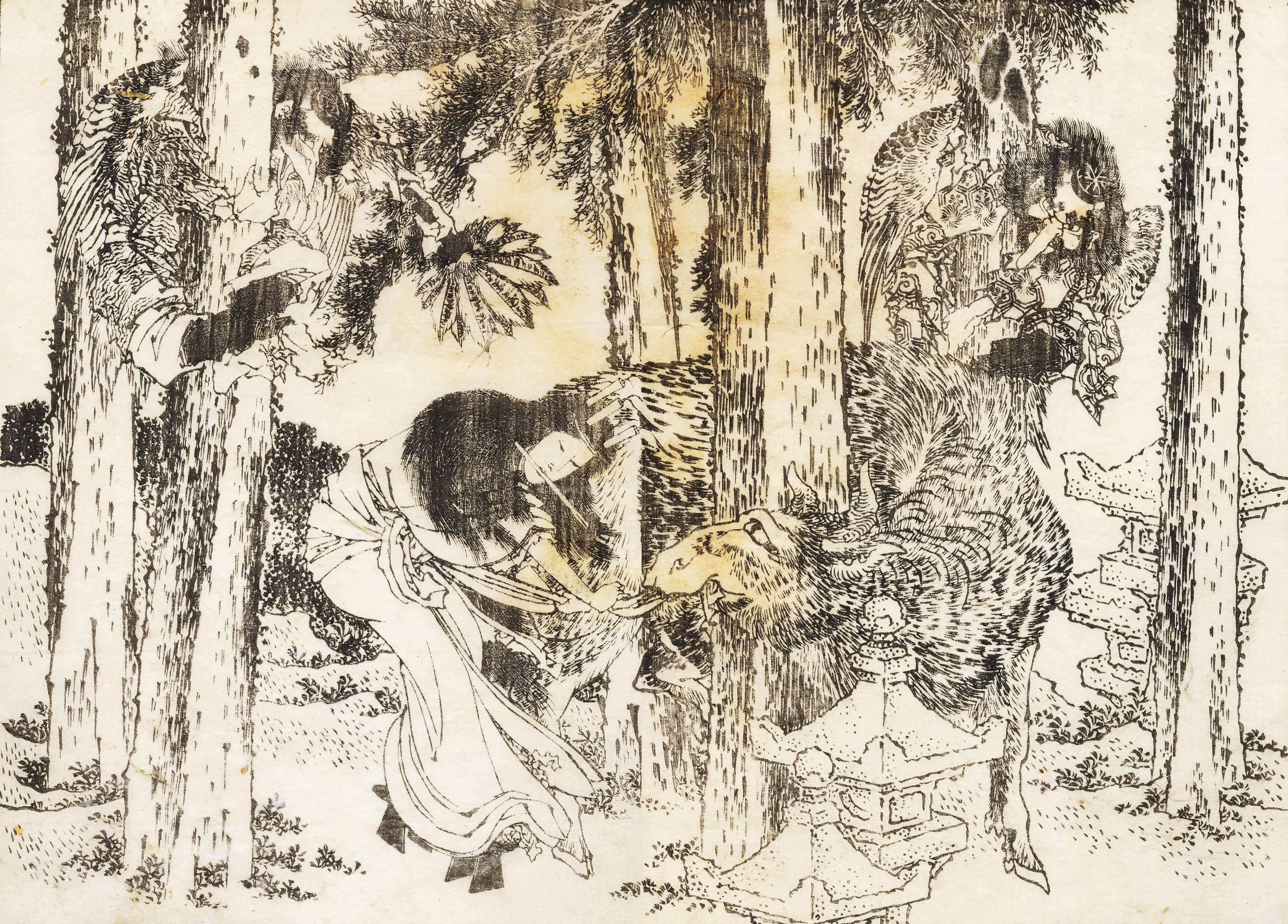
Femme invoquant un yōkai lors d'un ushi no toki mairi, de Katsushika Hokusai

On croyait que l'endroit frappé sur la poupée de paille correspondait à la zone du corps où la cible commencerait à éprouver maladie ou blessure,. Toutefois, cette poupée de paille ou autre forme d'effigie n'était pas une condition définitive dans le rituel, même relativement à la fin de l'époque d'Edo. Par exemple, le Konjaku Gazu Zoku Hyakki de Toriyama Sekien (1779, représenté en haut à droite) dépeint la femme tenant un marteau mais pas de poupée, et aucune poupée n'est mentionné dans la légende. Dans ce cas, les clous sont enfoncés directement dans les branches de l'arbre sacré.
Les accessoires utilisés sont décrits un peu différemment en fonction de la source. Les clous d'une taille particulière appelés 五寸釘 (gosun kugi, « clous de cinq pieds ») sont prescrits selon certaines autorités,. Elle peut tenir un peigne dans sa bouche ou une « torche de bambou ou des racines de pins allumées à chaque extrémité ». L'« heure fatidique appropriée » est, à proprement parler, l'Ushi pas mitsu doki 2 h~2.3 h.
Dans les estampes de Sekien ou Hokusai (ci-dessus), la femme qui effectue le rituel de malédiction est représentée avec un bœuf noir à côté d'elle. Un tel bœuf noir, couché, doit apparaître durant la septième nuit du rituel et il faut enjamber ou chevaucher l'animal pour achever la tâche avec succès mais si l'on trahit sa peur à l'apparition de bœuf, la « puissance du charme est perdue ».

## Histoire
Dans les premiers temps, le terme renvoyait simplement à l'adoration dans le sanctuaire pendant les heures du bœuf et la connotation de malédiction s'est développée plus tard. Au Kibune-jinja de l'arrondissement Sakyō-ku de Kyoto, une tradition voulait que si l'on priait ici à l'« heure de buffle de la journée de buffle du mois du buffle de l'année du buffle » le souhait était susceptible d'être accordé car c'était pendant cet alignement de l'heure, du jour, du mois et de l'année que la divinité Kibune était supposée être descendue sur le sanctuaire. Cependant, le sanctuaire est devenu connu comme lieu de malédiction dans les développements ultérieurs.
Le sanctuaire Kibune est devenu fortement associé à la malédiction de l'heure du bœuf à la suite de la renommée de la légende médiévale de Hashihime d'Uji (« La princesse du pont d'Uji » (ja)). La légende est considérée comme la principale source de la conception ultérieure du Ushi no toki mairi comme malédiction de rituel,. Selon la légende, Hashihime dans la vie mortelle était la fille d'un homme noble, mais consommée par la jalousie, fit vœu de devenir un kijin (démon oni) capable de détruire sa rivale en amour. Après sept jours passés au sanctuaire Kibune, elle a finalement reçu la révélation par la divinité résidente « de se baigner pendant trente sept jours dans les rapides de la Yodo-gawa ». Notez que même si Kibune a plus tard été considérée comme une Mecque pour le rituel, Hashihime a appris la recette ici seulement et l'a mise en œuvre à des kilomètres de là (Kibune est dans le nord de Kyoto, la rivière Uji est au sud).
Le premier texte écrit de la légende se trouve dans une variante du texte (Yashirobon codex) de la fin de l'époque de Kamakura du Heike monogatari sous le chapitre Tsurugi no maki (« Livre de l'épée »). Selon ce texte, Hashihime est à l'origine une mortelle durant le règne de l'empereur Saga (809 to 823) mais après être devenu démon et tué sa rivale, les parents de son homme et indistinctement d'autres personnes innocentes, elle a vécu au-delà de la durée normale de la vie humaine, pour faire de sa proie le samouraï Watanabe no Tsuna au pont Ichijo Modoribashi (一条戻橋), pour finalement avoir son bras sectionné par l'épée Higekiri (髭切). Tsuna conserve le bras du démon dont la puissance est contenue par le maître Yinyang (陰陽師, onmyōji) Abe no Seimei en chantant le sūtra Ninnō-kyō. Dans cette variante du « chapitre de l'épée », la cérémonie que la femme subit à la rivière Uji pour se métamorphoser en démon est ainsi décrite :

« Se retirant dans un endroit désert, elle divise ses longs cheveux en cinq grappes et les façonne en cornes. Elle se barbouille le visage avec du vermillon et son corps de cinabre et se met sur la tête un trépied de fer avec des marques de brûlure [*], attachée à ses jambes et tient dans sa bouche un autre brandon brûlant aux deux extrémités. »

— De Tsurugi no Maki,,
Ainsi dans le Tsurugi no maki, on peut observer des éléments tels que le port du trépied (appelé ici 鉄輪 (kanawa)) et l'étaiement de torches allumées (similaire à des bougies dans la tradition ultérieure), mais la femme a peint tout son visage et son corps rouge, plutôt que de rester en costume blanc pur.
Plus tard durant l'époque de Muromachi, cette légende est adaptée par Zeami dans le drame nô Kanawa ou La couronne de fer. La pièce nô hérite essentiellement de la même tenue pour la femme principale à laquelle l'oracle commande de se « barbouiller le visage de rouge et de porter des vêtements écarlates », et n'utilise ni une poupée de paille ni un marteau mais fait créer par le maître yingyang Seimei « deux effigies de paille grandeur nature de l'homme et sa nouvelle épouse [avec] leurs noms [placés] à l'intérieur » pour accomplir les rites d'exorcisme du démon de Hashihime. Par conséquent, la forme plus tardive du Ushi no to mairi se développe par le mariage de l'utilisation de poupées dans l'art ésotérique japonaise de l'onmyōdō avec le sanctuaire de visite à l'heure de bœuf.

### Malédiction utilisant des poupées dans l'antiquité
L'utilisation de poupées dans le rituel de malédiction était pratiquée depuis l'antiquité, avec une référence dans la chronique Nihon Shoki sous le règne de l'empereur Yomei, qui rapporte qu'en l'année 587, Nakatomi no Katsumi no Muraji a préparé des représentions du prince impérial Oshisaka no Hikohito no Ōe (ja) et leur a [jeté un sort] « mais cela n'a pas fonctionné ». Cependant, ce document ne précise pas si les poupées ont été piquées par des instruments tranchants.
Il existe des reliques archéologiques déterrées en forme de poupées humaines soupçonnées d'avoir été utilisées dans des malédictions. Appelées figurines purificatrices (木製人形代, mokusei hitogatashiro), certaines ont des visages dessinés de manière réaliste à l'encre et d'autres avec des clous de fer enfoncés dans le sein. Un exemplaire du VIIIe siècle est conservé par l'Institut national de recherches de Nara sur les biens culturels,. Il existe une autre relique en provenance du site de Tatechō à Matsue dans la préfecture de Shimane, étiquette en bois représentant une figure féminine, apparemment une femme noble peut-on en déduire de ses vêtements, et cette poupée a trois chevilles ou des clous enfoncés dans ce bois, en direction de ses seins et de son cœur.